# Schroeter (Adelsgeschlecht)

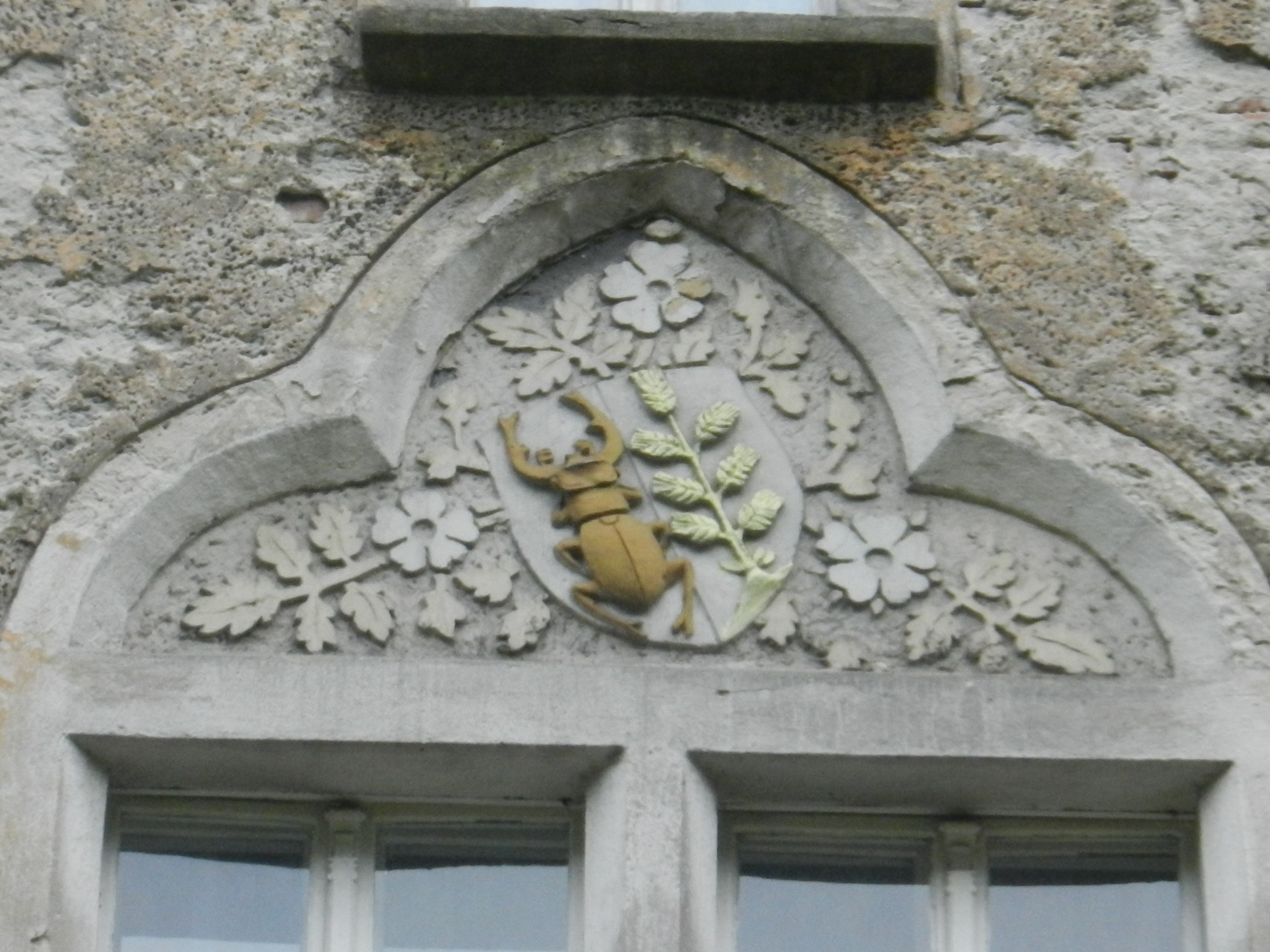
Schroeterwappen auf der Burg am Buchenwald in Trebnitz

Das Adelsgeschlecht von Schroeter ist eine briefadlige Familie, die ursprünglich aus der Region von Breslau stammt.

## Geschichte

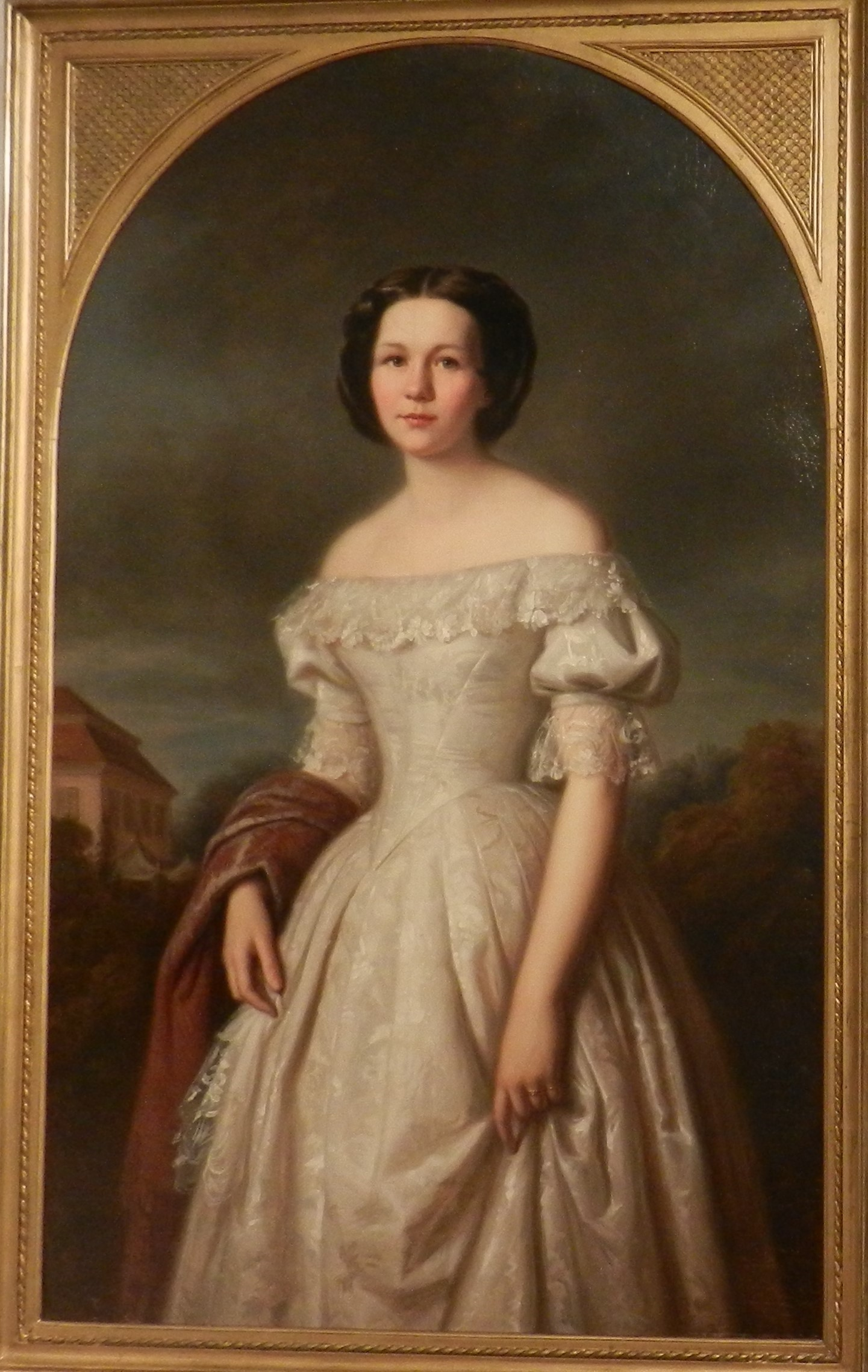
Porträt Berta Elisabeth von Schroeter, von Ernst Resch, 1856, Nationalmuseum Breslau

Der frühste bekannte Vorfahr der Familie ist Heinrich Schroeter (1620–1680), ein Bürger und Kaufmann in Rawitsch. Im 17. Jahrhundert wurde Rawitsch ein Zufluchtsort für Protestanten und Andersgläubige aus Böhmen und Schlesien, die vor der Unterdrückung durch die Habsburger flohen. Späteren Söhnen der Familie gab man den Namen „Sigismund“ im Gedenken an einen Fürsten, der Protestanten in der Zeit geschützt habe. In Frage kommen der König von Polen Sigismund II. August und der Kurfürst von Brandenburg Johann Sigismund.
Ebenfalls bedeutend ist der protestantische Theologe und Gelehrte Sigismund Gottlieb Schroeter (1694–1760), Enkel von Heinrich Schroeter. Sigismund Gottlieb war Pastor in der Friedenskirche zu Jauer, einer der bedeutendsten Kirchen Schlesiens und heute Teil des UNESCO-Welterbes. Bis zu einem Einbruch im Jahr 1962 hing das Bild des „Archidiaconus Schröter“ 250 Jahre lang in der Sakristei der Friedenskirche.
Die erste adlige Linie bezieht sich auf Heinrich von Schroeter, der 18. Januar 1901 von Kaiser Wilhelm II. in den preußischen Adelsstand erhoben wurde. Die zweite Linie bezieht sich auf Paul von Schroeter, der am 11. Juni 1902 in den Adelsstand erhoben wurde, diese ist jedoch seit seinem Tod 1907 im Mannesstamm erloschen. Beide waren Söhne des Breslauer Patriziers Hermann Sigismund Schroeter (1824–1880), Herr auf Oswitz, Protsch und Weida, und Berta Elisabeth geb. Korn (1832–1914), Schwester von Heinrich von Korn und Enkelin von Friedrich August Karl von Kospoth.

## Wappen
Das Wappen lautet wie folgt:
Nämlich einen gespaltenen Schild, in dessen vorderer silbernen Hälfte ein aufgerichteter schwarzer Schröterkäfer, in dessen hinterer blauen Hälfte sieben aus grünem Boden wachsende goldene Kornähren. Auf dem Schilde ruht ein roth gefütterter, mit goldenen Bügeln und Einfassungen und anhangendem goldenen Kleinod geschmückter und mit einer adeligen Krone gekrönter offener stählerner Turnierhelm mit rechts schwarz-silbernen, links blau-goldenen Helmdecken, aus dessen Krone der Schröterkäfer hervorwächst.

## Bekannte Familienangehörige
- Heinrich von Schroeter (1856–1945), preußischer Verwaltungsjurist, Landrat und Polizeipräsident
- Paul von Schroeter (1858–1907), preußischer Verwaltungsbeamter und Fideikommissbesitzer
- Günther von Schroeter (1888–1940), Oberregierungsrat und Landrat
- Hans-Erich von Schroeter (1891–1947), Generalmajor der Wehrmacht